# Genius Loci Weimar
Genius Loci Weimar ist ein jährlich stattfindendes Festival für audiovisuelle Kunst, Videomapping und Fassadenprojektionen in Weimar.

## Festival

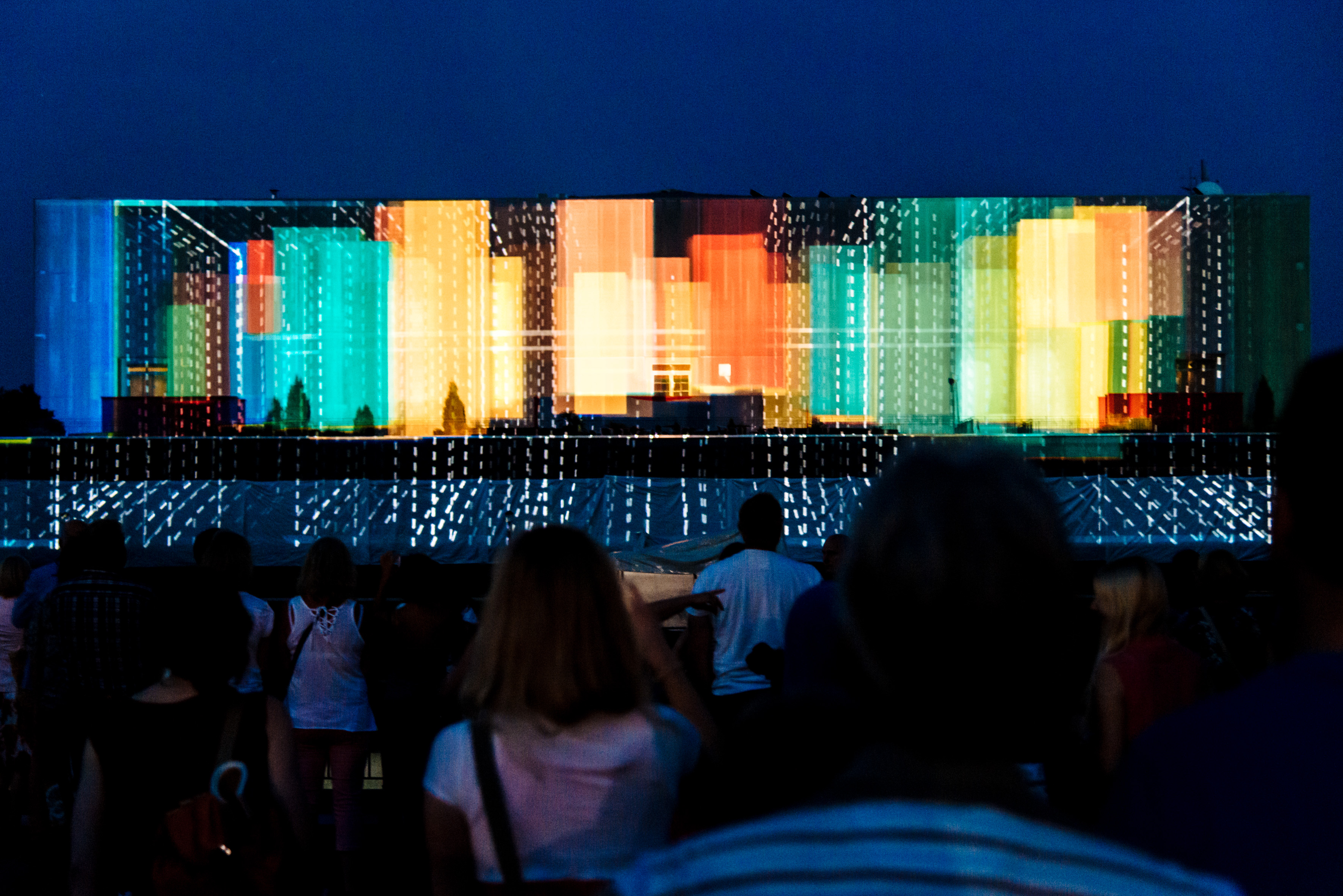
Videomapping „Zoetropolis“ von MammasONica, 2015 am Atrium Weimar.

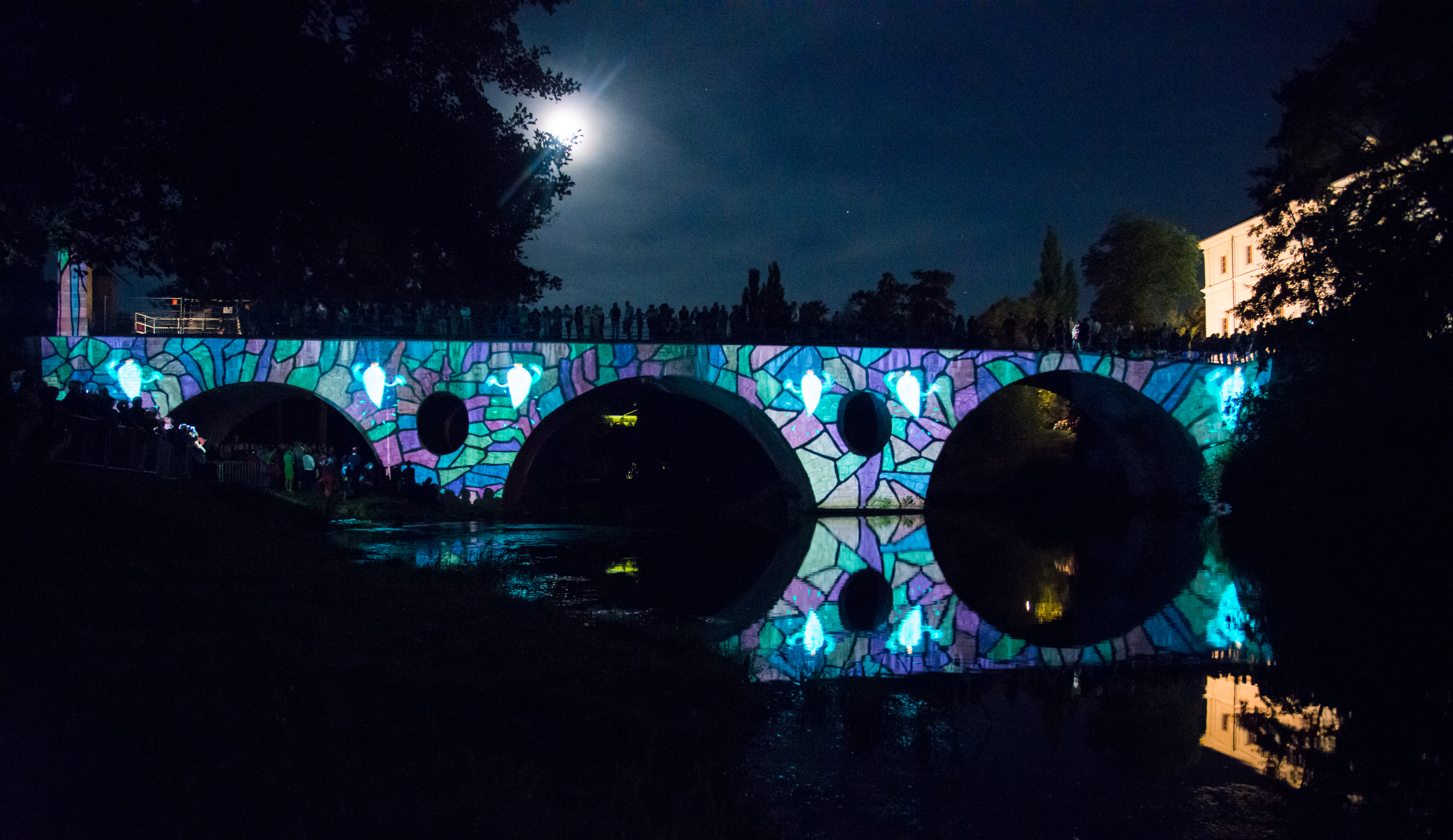
Videomapping „Sternbrücke“ von OMAi, 2016 an der Sternbrücke Weimar.

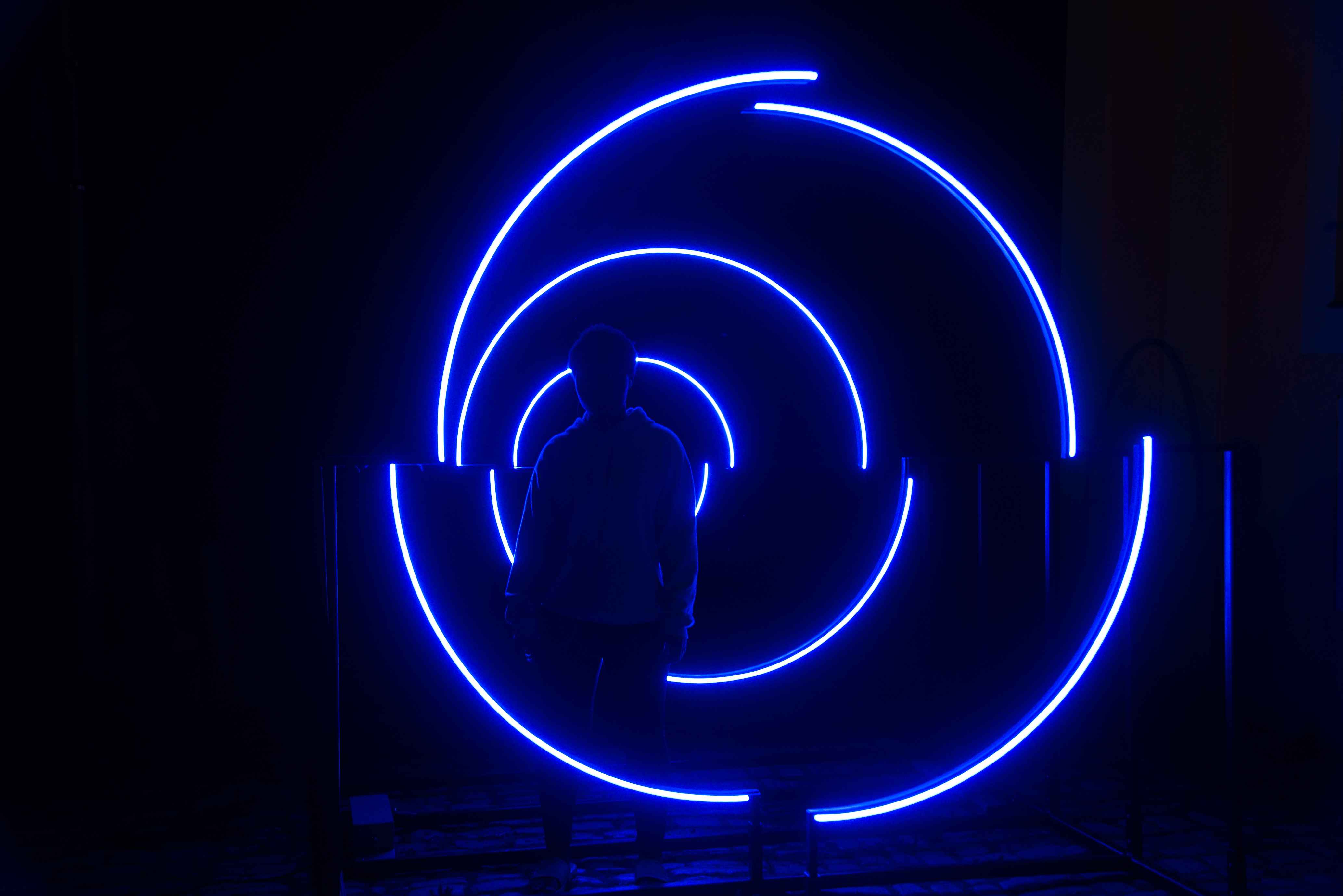
Wegeinstallation „YPOV“ von Studio De Shutter und Dölken Lighting, 2018.

Videokünstler, Mediendesigner, Architekten und Musiker nehmen mit ihren Arbeiten an dem Festival teil. Während des Festivalwochenendes werden bis zu drei Gebäudefassaden in Weimar mit ausgewählten Videoprojekten bespielt. Ab Einbruch der Dunkelheit und bis 24 Uhr projizieren internationale Künstler ihre maximal fünfzehnminütigen Beiträge an ausgewählte Gebäude in der Innenstadt.
Zu den bekanntesten Gebäuden gehörten bisher unter anderem das Goethe- und Schiller-Archiv, das Deutsche Nationaltheater (DNT), die Anna Amalia Bibliothek, das ehemalige Gauforum, das Stadtschloss, das neue Bauhaus-Museum und das Mahnmal Buchenwald.
Das Festival gehört zu den Veranstaltungen des Weimarer Sommers und wird organisiert und produziert von MXPerience gUG (haftungsbeschränkt). Seit 2012 sehen mehr als 50.000 Besucher das interdisziplinär ausgerichtete Festival.

## Wettbewerb
Im Rahmen des jährlich ausgelobten Wettbewerbs sind Künstler aus der ganzen Welt aufgerufen, sich mit ihren Konzeptideen für das Genius Loci Weimar Festival für Videomapping und Fassadenprojektionen zu bewerben. Die drei besten künstlerischen Arbeiten werden mit einem Preisgeld von inzwischen insgesamt 30.000 Euro prämiert und im Rahmen des Festivals in Weimar präsentiert.
Jedes Jahr werden für den Wettbewerb bis zu drei künstlerisch herausfordernde sowie geschichtlich relevante Gebäudefassaden in der Stadt Weimar ausgewählt. Gesucht werden Konzepte, die mit der Verbindung von natürlichen Gegebenheiten und menschlichem Gestaltungswillen den Geist des Ortes einfangen.
Die besonderen Voraussetzungen für die künstlerischen Arbeiten sind, eine eigenständige Bildsprache zu entwickeln und sich nicht in einer historischen Nacherzählung oder in klischeehafter Effekthascherei zu verlieren. Im Vordergrund steht der „Genius Loci“, der Geist des Ortes, der mit neuen Techniken der Medienkunst sichtbar gemacht werden soll und so dem Ort selbst eine weitere Bedeutungsebene hinzufügt.
Für die Teilnahme müssen Künstler ihre Arbeiten im Format eines 30-sekündigen Videoclips einreichen. Alle Wettbewerbsbeiträge werden danach in einer öffentlichen Wanderausstellung in Weimar gezeigt. Die drei besten Arbeiten werden durch ein Public Vote auf der Webseite sowie durch eine Fachjury bestimmt.

## Geschichte
| Jahr | Spielorte                                                                                | Gewinnerwerke und Künstler | Sideevents |
| ---- | ---------------------------------------------------------------------------------------- | --- | --- |
| 2012 | Fürstenhaus                                                                              | Nerdworking (Istanbul) | Genius Loci Club |
| 2013 | Wittumspalais Innenhof Weimarer Stadtschloss Hauptgebäude der Bauhaus-Universität Weimar | Ana.Digital (Media Apparat, Österreich) Liszt-hitecture (Videomapping Hungary, Ungarn) Legacy (RDV Collectif, Frankreich)                                              | Genius Loci Club |
| 2014 | Anna Amalia Bibliothek DNT Herderplatz                                                   | Limen (MammasONica, Italien) Klang3 (Rüstungsschmie.de, Soundselektor, Dresden) Moya Façade (Xenorama, Bremen)                                                         | Genius Loci LAB (Weimar): Bauhaus-Museum A Wall is a screen Genius Loci Club |
| 2015 | Atrium (Gauforum Weimar) Jakobsplan Gerberstraße (Haus für Soziokultur) Residenzschloss  | Zoetropolis (MammasONica, Italien) Hommage/Collage (Weltraumgrafik, Berlin) Grain Metal Punk (VJZARIA, Brasilien) The Memory Trace (Lukas Taido, Berlin)               | Genius Loci LAB: e.Werk |
| 2016 | Tempelherrenhaus Wasserprojektion am Stern Sternbrücke                                   | Romanzero (Greatmade, Erfurt) Erlinde (Dieselqueen (Vanessa Hafenbrädl), Dießen am Ammersee) Tagtool (OMAi, Österreich)                                                | Genius Loci LAB: e.Werk Hafis-Goethe-Denkmal: Recker/Hauptmeier - Cultural Sounds? Bastille: KdR_Lichtmaschine AV-Live-Kino: Lichthaus Kino backup: Kurzfilmfestival |
| 2017 | Herderkirche Cranachhaus Notenbank                                                       | Mirror (Flightgraf, Japan) Chiaroscuro (Desilence, Spanien) Gestalt (Hotaru Visual Guerilla, Spanien)                                                                  | Genius Loci LAB: Theaterplatz Genius Loci Talk AV-Live-Kino: Lichthaus Kino Genius Loci Club: e.Werk Side Installations: Nils Mosch, Stepan Boldt, KI-808/Body Controller, MammaSOnica |
| 2018 | Goethehaus Haus der Frau von Stein Universitätsbibliothek                                | Alchemy (404.zero) Musae (MultiScalar) Inside Out (5Elements) | Genius Loci LAB: Mensa am Park Genius Loci Talk: Lichthaus Kino AV-Live-Kino: Lichthaus Kino Genius Loci Club: Kesselsaal E-Werk Side Installations: Klima-Pavillon, Wisp Kollektiv, YPOV |
| 2019 | DNT mon ami Bauhaus-Museum                                                               | REMAKE³ (ruestungsschmie.de) Reverse Imagination (Laura Seitz & Daniel Pitts) The Shape of Sound (Jonas Denzel)                                                        | Genius Loci LAB: Weimarhallenpark Genius Loci Talk: Kunsthalle Harry Graf Kessler AV-Kino: mon ami Genius Loci Club: Altes Funkhaus Side Installations: Re:Sorb, Méhkas Dia Project, Paracetamol, Lichtplanung+, Filip Roca, Christoph Drews, Studio Otaika, Pardis Azadeh, Vasili Macheradze |
| 2020 | Marstall Goethe- und Schiller-Archiv Altenburg                                           | Inside (Emanuele Musca und Vincenzo Gagliardi, Berlin) West-east conversation (Soheil Seraji und Nadira Madreimova, Iran/Russland) Rhythm and Line (Flightgraf, Japan) | |
| 2021 | Altenburg Bastille                                                                       | Der Rote Faden (Vanessa Cardui, Berlin) Blessing to Misfortune (John Tettenborn und Kourtney Ross, Berlin)                                                             | Genius Loci LAB & AV-Live-Kino: Platz der Demokratie Genius Loci Talk: Reithaus Weimar Side Installations: Logando, Latlights, VJ Juladi, Die Rote Dora, Hyper Hugo, Lichtplanung+, Moritz Köther, Erlebnisportal Weimar                                                                      |
| 2023 | Bauhaus-Museum                                                                           | Bauhaus Resonance - Past Present Future (Lucid Collective) Deep.Redux (Latenter Raum) Symmetry Unveiled (Vali Chincisan)                                               | Genius Loci LAB Genius Loci Talk |
| 2024 | Mahnmal Buchenwald                                                                       | Ghostpoets (Mammasonica) Empathy (Area Composer) Die Stille (Marina Konther & Martin Etienne)                                                                          | |

## Side-Events

### Genius Loci LAB
Das Genius Loci LAB ist die Nachwuchsbühne des Festivals, welches Workshops anbietet und AV-Live Produktionen umsetzt. Während der Woche vor dem Festival werden die Grenzen des Videomappings in Verbindung mit dem städtischen Kontext neu definiert und umgedacht.

### AV-Live-Kino
Das AV-Live-Kino verbindet die Kunst des Videomappings und der Musik. Durch die Live-Performance wird die Leinwand geöffnet und der Kinosaal durch das Zusammenspiel von Klang und Licht mit einbezogen.

### Genius Loci Club
Der Genius Loci Club vereint abstrakte Lichtkunst und unkonventionelle elektronische Musik. Neben Lichtinstallationen wird an zwei Veranstaltungsabenden eine Bandbreite an zeitgenössischer Clubmusik präsentiert.

### Genius Loci Talk
In 2017 fand außerdem erstmals der Genius Loci Talk im Lichthaus-Kino statt. Das Symposium verbindet internationale Experten zu den Themen Lichtkunst, Videomapping, Medienarchitektur und Marketing.
Thema:
- 2017 Mediatisierung der Städte
- 2018 Das Digitale und der reale Raum
- 2019 KI in Medienkunst
- 2021 Propaganda und öffentlicher Raum